# Graben (Eisstadion)
Die Eishalle Graben (französisch Patinoire de Graben) ist eine Eissporthalle in der Stadt Siders (französisch Sierre) im Schweizer Kanton Wallis. Sie wurde 1958 als Eisstadion unter freiem Himmel fertiggestellt und 1977 mit einem Dach ausgestattet. Sie dient dem Eishockeyclub HC Sierre  als Heimspielstätte. Das Platzangebot beträgt 4'500 Zuschauerplätze, davon 2'700 Sitzplätze. Bis 2003 standen 6'400 Plätze zur Verfügung, aus Sicherheitsgründen musste die Anzahl reduziert werden. Die Eishalle wird zudem für den Publikums-Eislauf genutzt.